# Добровлянский сельский совет (Залещицкий район)
Добровлянский сельский совет (укр. Добрівлянська сільська рада) — входит в состав
Залещицкого района
Тернопольской области
Украины.
Административный центр сельского совета находится в 
с. Добровляны.

## Населённые пункты совета
- с. Добровляны